# Roverchiara
Roverchiara est une commune italienne de la province de Vérone dans la région Vénétie en Italie.

## Administration
| Période                                  | Période  | Identité        | Étiquette | Qualité |
| ---------------------------------------- | -------- | --------------- | --------- | ------- |
| Depuis mai 2007                          | En cours | Gino Lorenzetti |           |         |
| Les données manquantes sont à compléter. |          |                 |           |         |

### Hameaux
Roverchiaretta

### Communes limitrophes
Albaredo d'Adige, Angiari, Bonavigo, Isola Rizza, Ronco all'Adige, San Pietro di Morubio